# Бі Бі Кінг
Бі Бі Кінг (або Б. Б. Кінг, англ. B.B. King, справжнє ім'я — Riley B. King, укр. Райлі Бі Кінг, 16 вересня 1925, Ітта-Бена — 14 травня 2015, Лас-Вегас) — американський блюзовий гітарист і вокаліст. Його композиції характеризує витончений стиль гітарного соло, заснований на плавному підтяганні (англ. string bending) і блискучому вібрато. Стиль, який вплинув практично на кожного послідовника «електрогітарного блюзу». Кінг поєднував такі різновиди блюзу, як мемфіський, сучасний електричний та соул-блюз.
Ім'я Бі Бі Кінга вписано до Зали слави блюзу та Зали слави рок-н-ролу, а також до списку 100 найкращих гітаристів всіх часів за версією журналу Rolling Stone.
Бі Бі Кінг також знаний тим, що до 70-річного віку щороку виступав на 250—300 концертах.
Протягом кар'єри Бі Бі Кінг зумів розвинути один з найбільших впізнаваних гітарних стилів, запозичивши деякі прийоми у таких гітаристів, як Блайнд Лемон Джефферсон та Ті-Боун Вокер.
14 травня 2015 року артист тихо помер уві сні о 21:40.

## Біографія

### Ранні роки
Райлі Бі Кінг народився неподалік від містечка Ітта Бена, штат Міссісіпі 16 вересня 1925 року. Як і багато інших блюзменів дельти Міссісіпі, він почав професійне життя як фермер-орендар, на гітарі грав у вільний час. Як музикант Бі Бі Кінг вперше прибув до Мемфісу в 1946 році, але після декількох місяців важкого життя він повернувся до Міссісіпі. Він вирішив краще підготуватися до наступної поїздки, яку він здійснив двома роками пізніше. Спочатку він працював на місцевій ритм-н-блюзовій радіостанції WDIA як співак і диск-жокей. Там він отримав прізвисько «Блюзовий Хлопчик з Біл-Стріт» (Beale Street Blues Boy), яке пізніше скоротилося до «BB». У цей час він познайомився з Ті-Боун Вокером (T-Bone Walker).
Той сказав про Бі Бі Кінга:
«Вперше почувши його, я зрозумів, як мені самому потрібна електрогітара. Потрібна, навіть якщо заради цього доведеться її вкрасти!»

### Кар'єра

#### 1949—2005

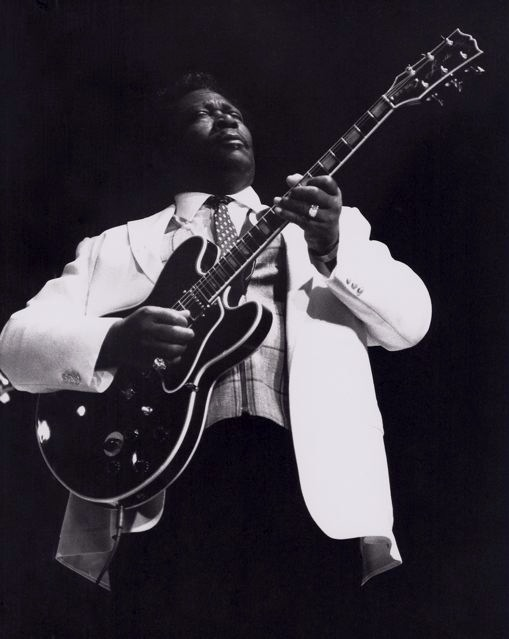
Кінг грає на своїй улюбленій гітарі «Люсіль» (1980-ті)

У 1949 році Бі Бі Кінг на «Bullet Records» випустив свій дебютний сингл «Miss Martha King». Сингл отримав погані відгуки журналу Billboard і не отримав місця в чартах. Пізніше в тому ж році Кінг записував свої пісні в рамках контракту із компанією PRM Records. Значну частину ранніх записів продюсував Сем Філліпс (Sam Phillips), який пізніше заснував Sun Records.
Бі Бі Кінг створив свій музичний колектив, який назвав «B. B. King Review», під керівництвом Мілларда Лі. Група спочатку складалася із таких музикантів:
- Бі Бі Кінг — гітара, вокал;
- Келвін Оуенс, Кеннет Сендс — труба;
- Лоуренс Бардін — альт-саксофон;
- Джорж Колмен — тенор-саксофон;
- Флойд Ньюмен — баритон-саксофон;
- Міллард Лі — фортепіано;
- Джордж Джойнер — бас-гітара;
- Ерл Форест, Тед Керрі — ударні.

У створенні грамотних аранжувань Бі Бі Кінгу допомагав досвідчений музикант Онзі Горн (Onzie Horne). Сам Кінг зізнавався, що йому важко грати акордами, і завжди покладався на імпровізацію.
Розпочалися тури по США з виступами як на великих сценах у таких містах, як Вашингтон, Чикаго, Лос Анджелес, Детройт, Сент Луїс, так і в незліченних маленьких клубах. Під час турів до 1956 року було виконано рекордне число концертів — 342. У тому ж році Кінг стає засновником своєї записуючої компанії «Blues Boys Kingdom» зі штаб-квартирою на Біл Стріт у Мемфісі. Там, поряд з іншими проектами, він продюсував артистів, таких як Міллард Лі і Леві Сібері (Levi Seabury). Компанія в кінцевому результаті не принесла йому успіху, оскільки спосіб життя Кінга не дозволяв йому стати бізнесменом.
У 1950-х ім'я Бі Бі Кінга стало одним з найважливіших у ритм-н-блюзі, постійно поповнювався і без того вражаючий список його хітів, який уже включав такі композиції, як You Know I Love You, Woke Up This Morning, Please Love Me, When My Heart Beats like a Hammer, Whole Lotta Love, You Upset Me Baby, Every Day I Have the Blues, Sneakin 'Around, Ten Long Years, Bad Luck, Sweet Little Angel, On My Word of Honor, Please Accept My Love.
У 1962 році Бі Бі Кінг підписав контракт з компанією ABC-Paramount Records, яку пізніше поглинула MCA Records, а після — з його поточним лейблом Geffen Records.
У листопаді 1964 року Кінг записав концертний альбом «Live at the Regal» в театрі «Regal» у Чикаго.
У 1969 році Кінг записав композицію The Thrill Is Gone, яка стала хітом як в чарті ритм-н-блюзу, так і поп-музики, що було великою рідкістю для блюзу. Двома роками пізніше ця композиція отримала премію Греммі і зайняла 183 місце в списку «500 найкращих пісень усіх часів» за версією журналу Rolling Stone. Його творчість отримала легкий відтінок рок-музики після участі в концертному турі 1969 року по Америці групи «The Rolling Stones».
Успіх Кінга протягом 1970-х років підкріплювався такими хітами, як To Know You Is to Love You і I Like to Live the Love. У 1974 році Бі Бі Кінг брав участь у відкритті боксерського поєдинку між Мухаммедом Алі і Джо Фрейзером. Цей виступ пізніше було видано у форматі DVD.
У 1980 році Бі Бі Кінг вписаний до Зали слави блюзу. Незважаючи на те, що в 1980-их Кінг став менше записуватися, він не послаблював уваги до своєї особистості, з'являючись у безлічі телевізійних шоу і даючи по 300 концертів на рік. У 1988 році Кінг знайшов нове покоління шанувальників після появи синглу When Love Comes to Town, створеного спільно з ірландською групою U2. Сингл увійшов до альбому U2 «Rattle and Hum».
У 2000 році Бі Бі Кінг разом з Еріком Клептоном записали спільний альбом «Riding With the King». З 2004 року Кінг, посилаючись на свій вік і стан здоров'я, вирішив зменшити інтенсивність гастролей. Влітку 2005 року він відіграв так званий «Прощальний тур» (Final Farewell Tour) по Європі. Проте вже в 2006 році він знову гастролював по США та Європі.

#### 2006: Прощальний тур
29 березня 2006 Бі Бі Кінг виступив на «Hallam Arena» у місті Шеффілд. Це була дата початку його прощального гастрольного туру по Великій Британії і Європі. Протягом туру Кінга підтримував Гері Мур, який раніше уже виступав і записувався разом з ним, у тому числі в композиції Since I Met You Baby. Британський етап завершився концертом на Вемблі Арена.
У липні 2006 року Бі Бі Кінг кілька разів повертався до Європи. 2 і 3 липня він брав участь у джазовому фестивалі у Монтре. Протягом вистави він виконував джем-сейшн з такими музикантами як Джо Семпл, Ренді Кроуфорд, Девід Сенборн, Гледіс Найт, Леллем Джеймс, Ерл Томас, Стенлі Кларк, Джон Маклафлін, Барбара Гендрікс, Джордж Дюк. 14 липня брав участь у фестивалі в Цюриху «Блюз на заході» (Blues at Sunset). Європейський етап прощального туру завершився 19 вересня 2006 на арені Де Кок у Люксембурзі за участю Тода Шарпвіля.
У листопаді та грудні Кінг відіграв шість концертів у Бразилії. На прес-конференції 29 листопада в Сан-Пауло прозвучало запитання, чи є насправді цей гастрольний тур заключним. Бі Бі Кінг відповів:
Одним з моїх улюблених акторів є шотландець Шон Коннері. Більшість із вас знає його в ролі агента 007 Джеймса Бонда. А фільм називався Ніколи не кажи «ніколи».

#### 2006—2008
У червні 2006 року Бі Бі Кінг був присутній на зустрічі, присвяченій його першій радіопередачі в Грінвуді, штат Міссісіпі.
Наприкінці жовтня 2006 року Кінг випустив CD і DVD із записом концертів у своїх блюзових клубах в Мемфісі і Нешвілі. Чотири дні запису зафіксували постійний колектив Бі Бі Кінга і його нічні виступи по всьому світу. Це був перший за останні 14 років запис виступу.
28 липня 2007 Кінг брав участь у другому фестивалі «Crossroads Guitar Festival», організованому Еріком Клептоном разом з двадцятьма іншими гітаристами в Чикаго. Метою фестивалю був збір грошей для центру лікування згубних залежностей «Crossroads». Він грав з такими музикантами як Роберт Крей, Джиммі Воган і Х'юберт Самлін пісні «Paying the Cost to Be the Boss» і «Rock Me Baby». Під час виступу він підняв тост за організатора фестивалю Еріка Клептона, в якому розмірковував про свій вік і життя, проте промова не була записана повністю на DVD.
У червні 2008 року Кінг виступив на «Bonnaroo Music» і Фестивалі Мистецтв у Манчестері, штат Теннессі. 8 червня він закривав Двадцять П'ятий Щорічний Блюзовий Фестиваль Міста Чикаго. До того ж в тому ж місяці Кінг грав у заключній частині Блюзового Фестивалю в місті Монтерей, штат Каліфорнія. На честь музиканта радіостанція Sirius XM Radio's Bluesville змінила назву на B. B. King's Bluesville. В кінці місяця він був включений до  Залу Слави Голлівуд-Боул, де і знаходиться між Лайзою Міннеллі і сером Джеймсом Голвеєм.
1 серпня 2008 року він брав участь у концерті «South Shore Music Circus» в Кохассеті, штат Массачусетс.
1 грудня 2008 року Кінг виступав у театрі Меріленд в Хагерстауні, штат Меріленд. 3 грудня Кінг, спільно з Джоном Меєром виступав на закритті концерту при врученні 51-й премії Греммі, де грав «Let the Good Times Roll». 30 грудня Кінг давав концерт в «The Kennedy Center Honors Awards Show» на честь актора Моргана Фрімена.
13 вересня 2008 року в місті Індіанола, штат Міссісіпі, відкрито музей, присвячений Бі Бі Кінгу.

#### 2009—2014

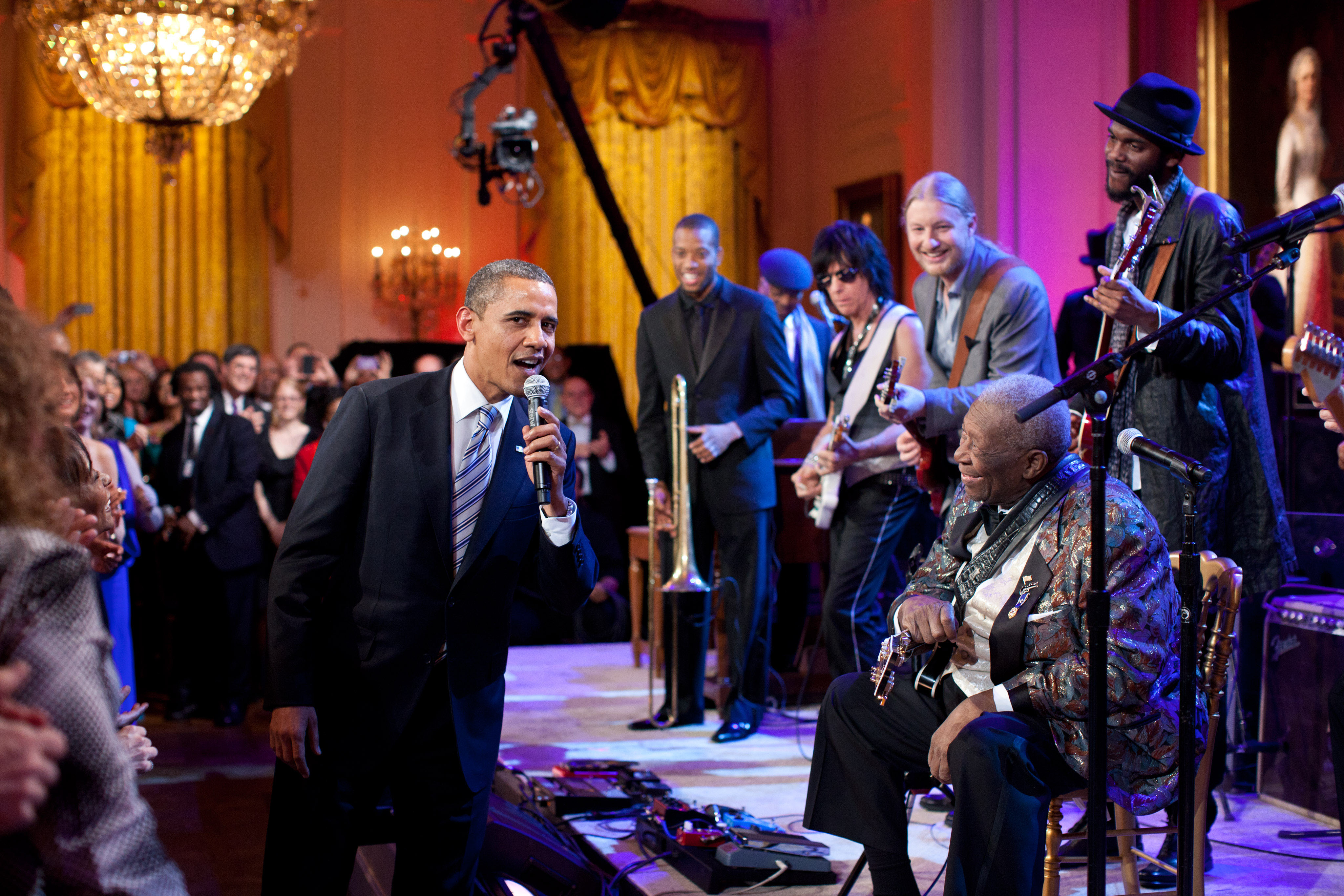
Президент Обама і Кінг співають «Sweet Home Chicago» 21 лютого 2012 року

27 травня 2010 року Кінг виступав на фестивалі «Mawazine» в Рабаті, Марокко. У червні 2010 року Кінг виступив на фестивалі «Crossroads Guitar» з Робертом Креем, Джиммі Воном і Еріком Клептоном. Він також зробив внесок до альбому Сінді Лопер «Memphis Blues», який вийшов 22 червня 2010 року.
2011 року Кінг виступив на Ґластонберському фестивалі сучасного виконавського мистецтва і в Королівському Альберт-холі в Лондоні, де записав концертне відео.
2011 року журнал Rolling Stone поставив Кінга на 6-е місце в списку 100 кращих гітаристів всіх часів.
21 лютого 2012 року Кінг був серед виконавців «Вистави в Білому домі: червоний, білий і блюз», під час якого президент Барак Обама виконав партію «Sweet Home Chicago». 5 липня 2012 року Кінг виступив з концертом на Міжнародному фестивалі Біблос у Лівані.
26 травня 2013 року Кінг з'явився на джазовому фестивалі в Новому Орлеані.
3 жовтня 2014 року, після завершення його виступу в «House of Blues» в Чикаго, лікар поставив Кінгу діагноз «зневоднення і виснаження», і вісім концертів його туру довелося скасувати.

### Пам'ять
22-23 вересня 2019 року Харків відвідає донька Бі Бі Кінга — Ріта Вашингтон Кінг — аби представити книгу про батька «On the Road with My Dad the King of the Blues Mr. B.B. King».

## Дискографія
| - 1957 — Singin' the Blues - 1958 — The Blues - 1961 — My Kind of Blues (Crown) - 1961 — More B.B. King (Crown) - 1965 — Live at the Regal (ABC-Paramount) - 1968 — Lucille (BluesWay) - 1969 — Live & Well (BluesWay) - 1969 — Completely Well (BluesWay) - 1970 — Indianola Mississippi Seeds - 1971 — Live in Cook County Jail (ABC) - 1971 — B. B. King in London - 1971 — Guess Who - 1972 — L.A. Midnight - 1974 — Together for the First Time… Live (Dunhill); з Боббі Блендом - 1975 — Lucille Talks Back - 1976 — Together Again…Live (Impulse!) з Боббі Блендом - 1977 — King Size - 1978 — Midnight Believer - 1979 — Take It Home - 1980 — Now Appearing at Ole Miss (live) - 1981 — There Must Be a Better World Somewhere - 1982 — Love Me Tender - 1983 — Why I Sing the Blues | - 1985 — Six Silver Strings - 1990 — B. B. King and Sons Live (live) - 1991 — Live at San Quentin - 1991 — Live at the Apollo (live) - 1991 — There is Always One More Time - 1991 — Bacon Double Cheeseburger - 1992 — King of the Blues - 1995 — Lucille & Friends - 1997 — Deuces Wild - 1997 — Best of King - 1998 — Blues on the Bayou - 1999 — Live in Japan - 1999 — Let the Good Times Roll - 2000 — Riding with the King - 2000 — Makin' Love Is Good for You - 2003 — Reflections - 2005 — The Ultimate Collection - 2005 — B. B. King & Friends: 80 - 2007 — The Best of the Early Years - 2008 — Live - 2008 — One Kind Favor |

## Відеографія
1. The Electric B. B. King — His Best (1960)
2. Great Moments with B. B. King (1981)
3. Rattle and Hum (1988) Бі Бі Кінг з'явився у фільмі, виконуючи партію гітари у пісні «When Love Comes to Town».
4. The King of the Blues: 1989 (1988)
5. Got My Mojo Working (1989)
6. King of the Blues (Бокс Сет, 1992)
7. Why I Sing the Blues (1992)
8. Blues Brothers 2000 (1998)
9. Live in The Jazz Channel (2001)
10. Martin Scorsese Presents the Blues: B. B. King (2003)
11. Ultimate Collection (2005)
12. B. B. King: Live (2008)
13. B. B. King Live in Africa '74 (Shout! Factory) (2009) — концерт «Rumble In The Jungle»
14. B.B. King: Live at the Royal Albert Hall 2011